# Eremomela atricollis
Eremomela atricollis là một loài chim trong họ Cisticolidae.